# لا دويي (ميزوري)
لا دويي (بالإنجليزية: La Due, Missouri)‏ هي منطقة سكنية تقع في الولايات المتحدة في مقاطعة هنري، ميزوري. يقدر عدد سكانها بـ 28 نسمة ومساحتها 0.21 كم2 .

## التركيبة السكانية
قام مكتب تعداد الولايات المتحدة بتحديد بيانات التركيبة السكانية للا دويي في تعداد الولايات المتحدة. في ما يلي، التركيبة السكانية حسب تعدادي 2000 و2010.

### تعداد عام 2000
بلغ عدد سكان لا دويي 39 نسمة بحسب تعداد عام 2000، وبلغ عدد الأسر 15 أسرة وعدد العائلات 10 عائلة مقيمة في القرية.
وتوزع التركيب العرقي للقرية بنسبة 94.87% من البيض و 2.56% من الأمريكيين الأصليين و 2.56% من عرقين مختلطين أو أكثر.
بلغ عدد الأسر 15 أسرة كانت نسبة 33.3% منها لديها أطفال تحت سن الثامنة عشر تعيش معهم، وبلغت نسبة الأزواج القاطنين مع بعضهم البعض 53.3% من أصل المجموع الكلي للأسر، ونسبة 13.3% من الأسر كان لديها معيلات من الإناث دون وجود شريك، وكانت نسبة 26.7% من غير العائلات. وبلغ متوسط حجم الأسرة المعيشية 3.00، أما متوسط حجم العائلات فبلغ 2.60.
بلغ العمر الوسطي للسكان 34 عاماً. وكانت نسبة 28.2% من القاطنين تحت سن الثامنة عشر، وكانت نسبة 12.8% بين الثامنة عشر والأربعة وعشرون عاماً، ونسبة 23.1% كانت واقعةً في الفئة العمرية ما بين الخامسة والعشرون حتى والأربعة وأربعون عاماً، ونسبة 12.8% كانت ما بين الخامسة والأربعون حتى الرابعة والستون، ونسبة 23.1% كانت ضمن فئة الخامسة والستون عاماً فما فوق. يوجد لكل 100 أنثى 116.7 ذكر، ويوجد لكل 100 أنثى في الثامنة عشر من عمرها فما فوق 115.4 ذكر.
بلغ متوسط دخل الأسرة في القرية 23,750 دولار، أما متوسط دخل العائلة فبلغ 10,417 دولار. وكان متوسط دخل الذكور 28,750 دولار مقابل 11,250 دولار للإناث. وسجل دخل الفرد الخاص بالقرية 9,120 دولار.

### تعداد عام 2010
بلغ عدد سكان لا دويي 28 نسمة بحسب تعداد عام 2010، وبلغ عدد الأسر 15 أسرة وعدد العائلات 6 عائلة مقيمة في القرية. في حين سجلت الكثافة السكانية 350.0 نسمة لكل ميل مربع (135.1/كم2). وبلغ عدد الوحدات السكنية 24 وحدة بمتوسط كثافة قدره 300.0 لكل ميل مربع (115.8/كم2).
وتوزع التركيب العرقي للقرية بنسبة 85.7% من البيض و 3.6% من الأمريكيين ذوي الأصول الآسيوية و 10.7% من عرقين مختلطين أو أكثر.
بلغ عدد الأسر 15 أسرة كانت نسبة 6.7% منها لديها أطفال تحت سن الثامنة عشر تعيش معهم، وبلغت نسبة الأزواج القاطنين مع بعضهم البعض 33.3% من أصل المجموع الكلي للأسر، ونسبة 6.7% من الأسر كان لديها معيلات من الإناث دون وجود شريك، وكانت نسبة 60.0% من غير العائلات. وبلغ متوسط حجم الأسرة المعيشية 2.50، أما متوسط حجم العائلات فبلغ 1.87.
بلغ العمر الوسطي للسكان 56.3 عاماً. وكانت نسبة 7.1% من القاطنين تحت سن الثامنة عشر، وكانت نسبة 3.6% بين الثامنة عشر والأربعة وعشرون عاماً، ونسبة 7.2% كانت واقعةً في الفئة العمرية ما بين الخامسة والعشرون حتى والأربعة وأربعون عاماً، ونسبة 53.6% كانت ما بين الخامسة والأربعون حتى الرابعة والستون، ونسبة 28.6% كانت ضمن فئة الخامسة والستون عاماً فما فوق. وتوزع التركيب الجنسي للسكان بنسبة 42.9% ذكور و57.1% إناث.

## الموقع الجغرافي
الموقع الجغرافي للمناطق المحيطة بهذه النقطة هو كالتالي: